# Daniel B. Shapiro
Daniel B. Shapiro (nascido em 1 de agosto de 1969) é um diplomata dos Estados Unidos. Foi nomeado pelo presidente Obama em 29 de março de 2011, e confirmado pelo Senado dos Estados Unidos em 29 de maio. Ele foi empossado como embaixador pela secretária de Estado Hillary Clinton em 8 de julho de 2011.
Anteriormente foi diretor sênior do Conselho de Segurança Nacional dos Estados Unidos para o Médio Oriente e para o Norte de África. Shapiro é judaico e fala fluentemente hebraico e alguns idiomas árabes.